# Essen-Hoek

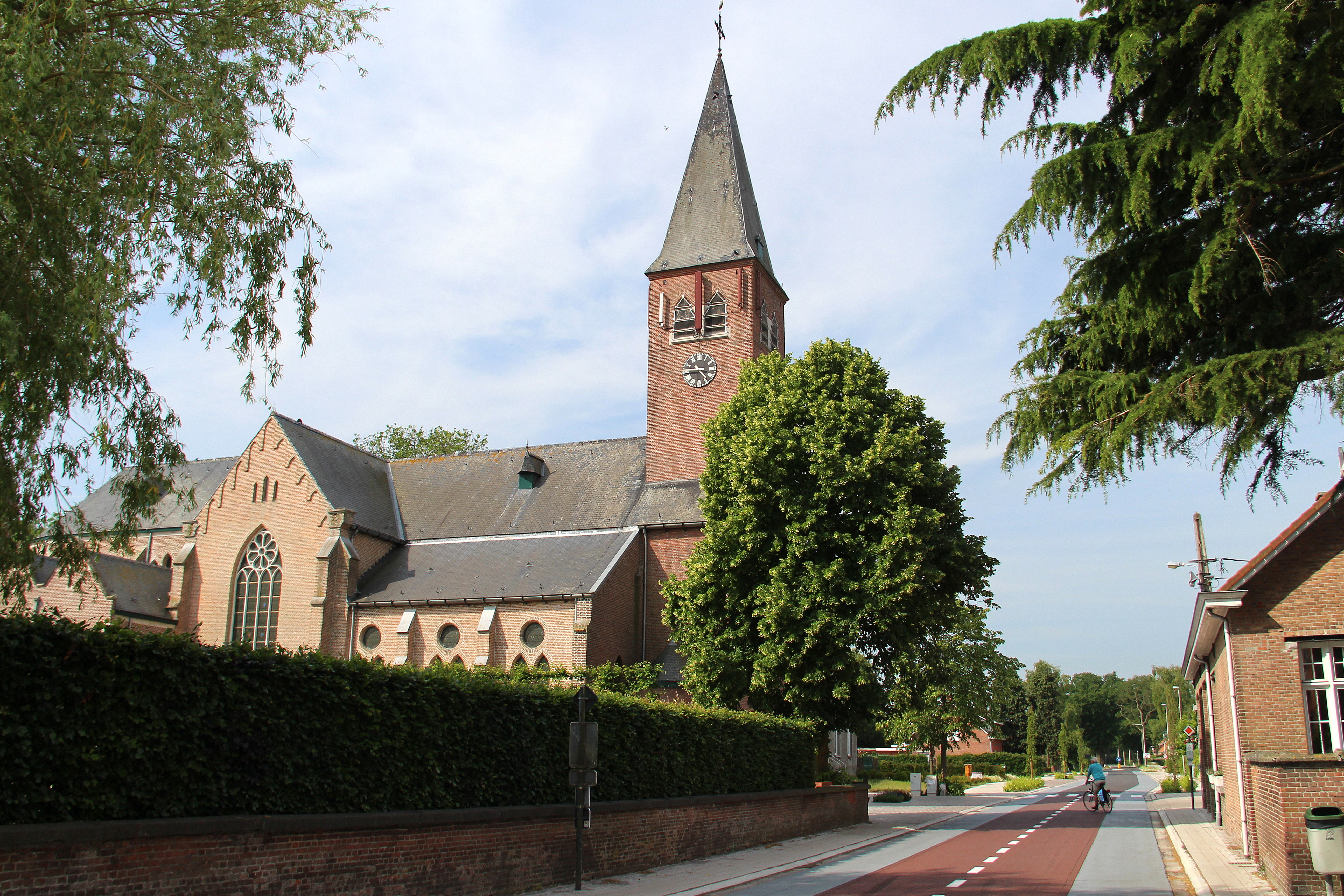
Sint-Pieterskerk

Essenhoek of Essen-Hoek of meestal in de volksmond (Den) Hoek is een langgerekt, landelijk kerkdorp of wijk in de gemeente Essen in de Belgische provincie Antwerpen, gelegen aan de N125.
In de omgeving van Essen-Hoek werd in de late middeleeuwen turf gewonnen. De Oude Moervaart en de veldnaam Moerven herinneren daar nog aan.
Samen met de gemeentefusies elders, werd de grens tussen Essen en Kalmthout op 1 januari 1977 hertekend: Hoek werd overgederagen van Kalmthout naar Essen. Het werd tot dan toe "Kalmthoutse Hoek" genoemd.

## Geografie

### Natuur en landschap
Essen-Hoek wordt omringd door landbouwgebied. Waterlopen als Molenbeek, Biezebeek, Papenmoerbeek, Spillebeek en Oude Moervaart zijn er te vinden. In het noordoosten vindt men het landgoed Paardenhoek of Domein De Belder. Enkele kilometers in zuidelijke richting komt men bij de Kalmthoutse Heide, een groot natuurgebied.

### Buurten
Hoek bevat verschillende buurten: Romp, Molenwijk, De Vleet, Noordeneind, Wolfsheuvel, Papenmoer en Rouwmoer.

## Bezienswaardigheden
- In dit dorp bevindt zich de neogotische Sint-Pieterskerk uit 1860. Deze kerk heeft nog een 19e-eeuws interieur. Ze werd in 1944 beschadigd en in 1949 hersteld door Van Ballaer.
- Ten zuidoosten van het dorp bevindt zich het Sint-Gerardusklooster aan Rouwmoer 7, met het College van het Eucharistisch Hart. Dit Redemptoristenklooster met kerk en school werd gebouwd in 1908 op de plaats waar zich vroeger een abdijhoeve bevond: de Rouwmoershoeve. Op de kerk is een koperen Heilig-Hartbeeld van 4,5 m hoog geplaatst. In de tuin bevindt zich een Lourdesgrot.
- Aan de Bergsebaan 25 bevindt zich de Molen van Hoek, een molenrestant, gebouwd als ronde stenen molen in 1830 en onttakeld in 1931
- In de directe omgeving van het landelijke dorp vindt men enkele boerderijen en veldkapellen.

## Nabijgelegen kernen
Essen, Wouwse Plantage, Huijbergen, Wildert, Heikant